# Travesura
Travesura è il secondo album in studio del gruppo musicale cileno Inti-Illimani Histórico, pubblicato nel 2010.

## Descrizione
Come specificato nelle note del libretto, questo lavoro è dedicato al mondo dell'infanzia. Il gruppo ha pertanto musicato testi di poeti latinoamericani (Gabriela Mistral, Aquiles Nazoa e altri) attinenti all'argomento, per la canzone Cinco veces, ha utilizzato un testo scritto da un bambino di nove anni e recuperato alcuni brani dall'album Cachencho en la playa scritti da Luis Advis, uno dei loro maestri, determinante nei primi anni settanta nel definirne il suono e l'orizzonte musicale.
Il brano Travesura nasce come colonna sonora di uno spettacolo di video-danza di Mariela Cerda. Manaures walzer è dedicato a Manaures Ball, figlio dell'autore del brano. Per Drume negrita l'arrangiamento si è basato su una versione per chitarra classica del compositore e chitarrista cubano Leo Brouwer.
In qualità di ospiti in due brani compaiono Diego "el Cigala" e la cantante peruviana Eva Ayllón. Il brano Mi papá y mamá era già stato pubblicato da Horacio Salinas nel suo disco solista Remos en el agua ed è qui presente in una nuova incisione.
L'album è stato pubblicato in Cile in formato CD dall'etichetta discografica Feria Music nel 2010 e ristampato, sempre in CD, da Plaza Indipendencia, nel 2014.

## Tracce
1. Travesura – 3:38 (musica: Horacio Salinas)
2. Drume negrita – 4:32 (Eliseo Grenet)
3. Quinteto del tren – 2:25 (Luis Advis)
4. Danza negra – 4:57 (testo: Luis Palés Matos – musica: José Seves)
5. La tarara (feat. Diego "el Cigala") – 2:08 (Federico García Lorca)
6. No me cumbén (feat. Eva Ayllón) – 3:12 (folklore afro-peruviano)
7. Cinco veces – 2:30 (testo: Diego Lillo – musica: José Seves)
8. Bicicletas – 1:51 (musica: Horacio Salinas)
9. Lineas para un retrato – 5:00 (testo: Aquiles Nazoa – musica: Horacio Salinas)
10. Mi papá y mamá – 3:28 (testo: Aquiles Nazoa – musica: Horacio Salinas)
11. Manaures walzer – 4:26 (musica: Jorge Ball)
12. Cajita de Olinalá – 2:31 (testo: Gabriela Mistral – musica: Horacio Salinas)
13. Introducción musical – 2:23 (musica: Luis Advis)

Durata totale: 43:01

## Formazione
- Horacio Salinas: voce, chitarra, tiple colombiano
- José Seves: voce, chitarra, tiple, shekere
- Horacio Durán: charango
- Fernando Julio: voce, contrabbasso, guitarrón, violoncello
- Danilo Donoso: voce, batteria, percussioni
- Jorge Ball: voce, flauto traverso, bastone della pioggia
- Camilo Salinas: voce, pianoforte, fisarmonica, marimba, melodica

### Collaboratori
- Federica Matta: copertina
- Zeca Barreto: cavaquiño in Lineas para un retrato
- Daniel Batista: pandeiro in Lineas para un retrato